# 5ESS
5ESS Switch – telefoniczna centrala komutacyjna klasy 5 firmy Alcatel-Lucent.

## W skład centrali: „5ESS” wchodzą
- SM – moduły komutacyjne (Switching Module),
- CM – główny moduł komunikacyjny (Communication Module),
- AM – moduł administracyjny (Administration Module).

## Cechy charakterystyczne centrali: „5ESS”
- hierarchiczne rozproszenie,
- sygnalizacja funkcjonalna,
- okablowanie światłowodowe,
- maksymalna pojemność: 350 tysięcy abonentów,
- maksymalna pojemność koncentratora: 5 tysięcy abonentów.

## Funkcje modułów centrali
- moduł komunikacyjny: „CM” – nadzoruje działanie pozostałych modułów, oraz zapewnia komutacje między modułami,
- moduł administracyjny: „AM” – przechowuje i nadzoruje programami centrali, realizuje funkcje utrzymania i nadzoru.
- moduł komutacyjny: „SM” – obsługuje łącza abonenckie i międzycentralowe, przystosowany do pracy w sieci: „ISDN”.

### Budowa modułu abonenckiego
- - (R)ISLU – zespół liniowy zintegrowany usługowo (Integrated Services Line Unit),
  - DLTU – wyposażenie łączy cyfrowych (Digital Line & Trunk Unit),
  - (R)AIU – zespół liniowy zintegrowany usługowo z możliwością świadczenia usług szerokopasmowych (Anymedia Interface Unit).

(R) - moduł wyniesiony (Remote)

### Budowa modułu komutacyjnego wyniesionego
- - LDSU – lokalny zespół usług cyfrowych,
  - MCTU – zespół sterowania i modyfikacji kanałów,
  - NTC – światłowód,
  - RCU – zegar lokalny,
  - FIU – jednostka współpracy z traktem: „PCM”.

### Budowa modułu komutacyjnego
- - TMSU – zasadnicze pole komutacyjne,
  - CMCU – procesor,
  - MSCU – moduł sterownika komutacji wiadomości,
  - MSPU – peryferyjny komutator wiadomości.

### Budowa modułu administracyjnego
- - CU – procesor,
  - SB – stanowisko badaniowe,
  - MD – pamięć dyskowa,
  - ICP – zespoły pośredniczące.

## Zestawienie połączenia w centrali
- Wszystkie łącza abonenckie dołączone są do koncentratorów lokalnych lub wyniesionych.
- Urządzenie sterujące generuje ciąg adresów, badając stan łącza, którego adres wygenerowano.
- Jeżeli stan łącza oznacza, że abonent podniósł słuchawkę, zgłoszenie to zostanie wykryte i obsłużone.
- Wybierana jest droga do wolnego zespołu przyłączeniowego.
- Zespół przyłączeniowy zasili aparat abonenta oraz wyśle do niego sygnał zgłoszenia centrali.
- Wyszukiwany jest wolny multirejestr.
- Sprawdzany jest numer i kategoria abonenta: A.
- Jeżeli abonent: A ma aparat z kodem wieloczęstotliwościowym, zostanie podłączony do bloku odbiorników i dekoderów.
- Zostaje odebrany numer abonenta: B.
- Jeżeli jest to numer zamiejscowy, połączenie zostaje zestawione już po odebraniu pierwszych cyfr numeru.
- W przeciwnym razie odszukiwany jest numer wyposażeniowy abonenta: B.
- Wyszukiwane jest wolne łącze w kanale: „PCM”.
- Abonent: A otrzymuje sygnał marszrutowania.
- Badany jest stan łącza abonenta: B.
- Jeżeli jest zajęty, abonent: A otrzymuje sygnał zajętości i po 60 sekundach połączenie zostaje przerwane.
- Jeżeli abonent: B jest wolny, zespół przyłączeniowy tego abonenta wysyła do niego prąd dzwonienia.
- Abonent: A otrzymuje sygnał dzwonienia.
- Po 90 sekundach następuje przymusowe rozłączenie i abonent: A otrzymuje sygnał zajętości.
- Po podniesieniu słuchawki przez abonenta: B następuje zmiana polaryzacji w linii telefonicznej i uruchomienie taryfikatora.
- Wszystkie połączenia pomiędzy zespołem przyłączeniowym i zespołami nadajników, odbiorników odbywa się poprzez lokalne pole komutacji cyfrowej.

### Rozłączenie następuje
- - gdy abonent: A: odłożył mikrotelefon(słuchawkę),
  - gdy abonent: B: nie podniósł słuchawki przez: 90 sekund,
  - gdy abonent: B: jest zajęty przez: 60 sekund.